# Anagyrus elgeri
Anagyrus elgeri är en stekelart som först beskrevs av Kerrich 1982.  Anagyrus elgeri ingår i släktet Anagyrus och familjen sköldlussteklar. Inga underarter finns listade i Catalogue of Life.